# Kymco People One
Il Kymco People One è uno scooter a ruote alte prodotto dalla casa motociclistica Kymco dal novembre 2012. 
Tale modello va a sostituire il People di prima generazione.
Sul mercato spagnolo viene venduto come Kymco Miler.

## Storia
Presentato sotto forma di prototipo all’EICMA 2011 il People One in versione definitiva viene svelato l’anno successivo al Salone di Milano e la produzione parte a novembre come “Model Year 2013”.
Il One rappresenta l’erede del Kymco People base (modello che risale al 1998) e si posiziona come modello d’ingresso della gamma People a ruote alte (al di sotto del modello People S).
Mantiene le caratteristiche degli altri membri della famiglia ovvero dimensioni compatte, pedana piatta, ruote anteriori da 16” e ruote posteriori da 14”.
Esteticamente possiede forme arrotondate con fanali a LED e bauletto da 33 litri di serie. La lunghezza è di 2010 mm, larghezza di 690 mm e altezza di 1160 mm.
Il motore disponibile è il 125 cc “KM25” a iniezione elettronica, quattro tempi due valvole con raffreddamento ad aria; eroga 9,5 cavalli a 7500 giri/min e 9,5 Nm di coppia massima a 6000 giri/min. Il propulsore è omologato Euro 3. L’impianto frenante è composto da disco anteriore da 226 mm e tamburo posteriore da 130 mm, la frenata è di tipo combinata.
Il telaio è in tubi d’acciaio e piastre stampate con sospensione anteriore a forcella telescopica idraulica da 33 mm ed escursione 95 mm, la sospensione posteriore è a doppio ammortizzatore regolabile montato su un monobraccio oscillante, escursione 80 mm. Il peso è di 120 Kg. 
Nel 2016 il motore viene omologato Euro 4.
Dal 2017 il People One 125i viene venduto anche in Spagna ribattezzato Kymco Miler.
Alla fine del 2018 viene presentata la gamma “Model Year 2019” che si arricchisce del motore 150i quattro tempi “KM30A” anch’esso omologato Euro 4 che eroga 10,2 CV a 7750 giri/min e una coppia massima di 10,5 Nm a 6000 giri/min. Il peso del 150 è di 124 kg. Solo il modello 150 dispone di serie dell’ABS.